# Locka
Locka (auch: Lokha) ist eine Ortschaft im Departamento La Paz im Hochland des südamerikanischen Andenstaates Bolivien.

## Lage im Nahraum
Locka ist der zentrale Ort im Kanton Lokha im Municipio Copacabana in der Provinz Manco Kapac. Die Ortschaft liegt auf einer Höhe von 3835 m am Südwestrand einer Halbinsel im südlichen Teil des Titicacasees, in unmittelbarer Nähe zum peruanischen Grenzgebiet.

## Geographie
Locka liegt auf dem bolivianischen Altiplano zwischen den Anden-Gebirgsketten der Cordillera Occidental im Westen und der Cordillera Central im Osten. Das Klima der Region ist ein typisches Tageszeitenklima, bei dem die mittlere Schwankung der Tagestemperaturen deutlicher ausfällt als die Schwankung der Temperaturen im Jahresverlauf.
Die Jahresdurchschnittstemperatur der Region liegt bei etwa 8 °C (siehe Klimadiagramm Copacabana), die Monatswerte schwanken nur unwesentlich zwischen knapp 6 °C im Juni/Juli und 10 °C im November/Dezember. Der Jahresniederschlag beträgt etwa 700 mm, die Monatsniederschläge liegen zwischen unter 10 mm in den Monaten Juni und Juli und 150 mm im Januar und Februar.

## Verkehrsnetz
Locka liegt in einer Entfernung von 155 Straßenkilometern nordwestlich von La Paz, der Hauptstadt des gleichnamigen Departamentos.
Von La Paz führt die asphaltierte Nationalstraße Ruta 2 in nordwestlicher Richtung über Huarina nach San Pablo de Tiquina am Titicacasee, dort wird die Straße von Tiquina mit Booten überquert und die Ruta 2 erreicht nach weiteren 40 Kilometern die Landstadt Copacabana. Von dort aus führt sie weiter nach Süden an Locka vorbei bis Khasani. Nächstgelegene Ortschaft zu Khasani jenseits der Grenze auf peruanischem Staatsgebiet ist die Kleinstadt Yunguyo. Von Puno in Peru führt eine direkte Busstrecke über Khasani und Copacabana nach La Paz.

## Bevölkerung
Die Einwohnerzahl der Ortschaft ist in dem Jahrzehnt zwischen den beiden letzten Volkszählungen auf mehr als das Dreifache angestiegen:
| Jahr | Einwohner         | Quelle       |
| ---- | ----------------- | ------------ |
| 1992 | keine Detaildaten | Volkszählung |
| 2001 | 237               | Volkszählung |
| 2012 | 892               | Volkszählung |
| 2024 |                   | Volkszählung |

Die Region weist einen hohen Anteil an Aymara-Bevölkerung auf, im Municipio Copacabana sprechen 94,3 Prozent der Bevölkerung Aymara.